# Olga Mineyeva
Olga Pavlovna Mineyeva (em russo:Ольга Павловна Минеева; Degtyarsk, 1 de setembro de 1952) é uma ex-atleta soviética de origem russa especializada em corridas de meio-fundo no atletismo.
Competidora dos anos 70 e 80, suas maiores conquistas internacionais foram uma medalha de prata olímpica em Moscou 1980, onde as atletas soviéticas fizeram todo o pódio dos 800 metros com a campeã Nadezhda Olizarenko – que quebrou o recorde mundial – Mineyeva e Tatyana Providokhina, e a medalha de ouro do Campeonato Europeu de Atletismo de 1982, em Atenas, Grécia.
Sua marca nos Jogos Olímpicos de Moscou, 1:54.81 é, em 2024, 44 anos depois, a segunda melhor em Jogos Olímpicos e a 10ª melhor da história dos 800 m femininos.